# مدخل تايا

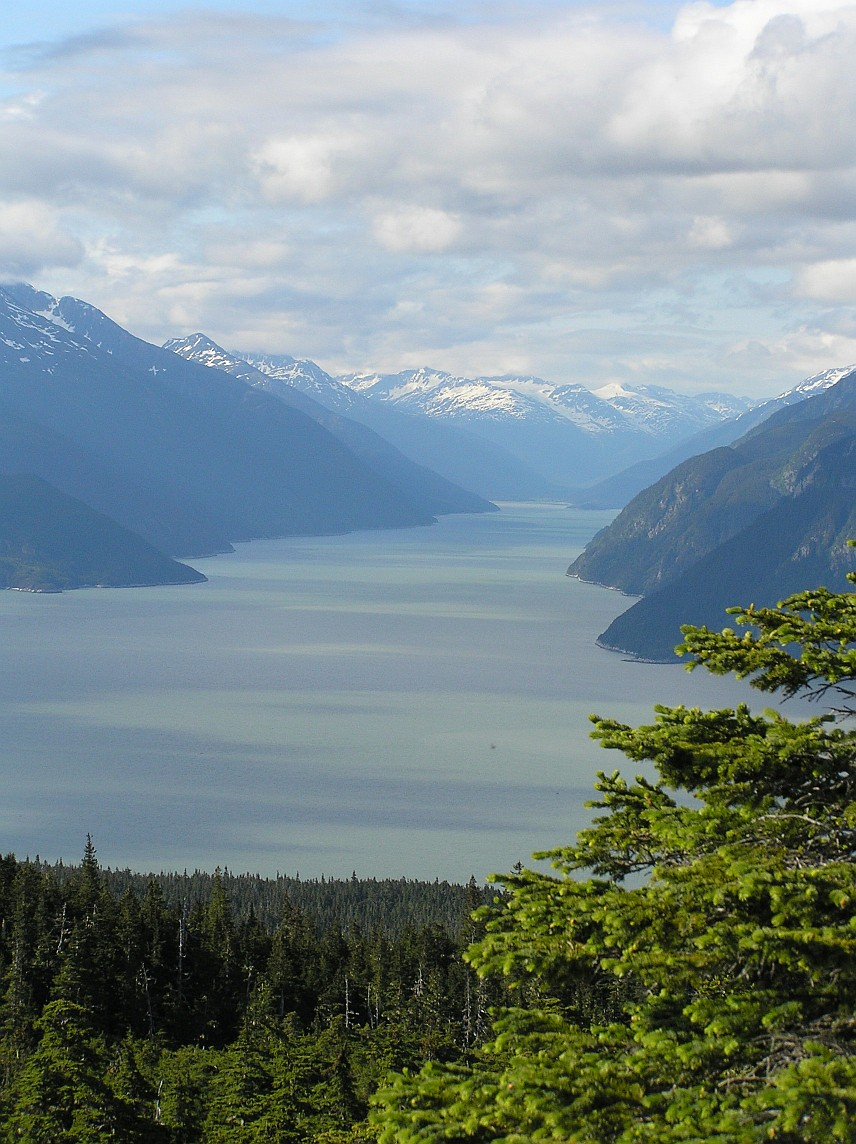
مدخل تايا من شبه جزيرة شيلكات

يعد مدخل تايا جزءًا من قناة لين العليا الواقعة في ولاية ألاسكا الأمريكية. مدخل تايا هو مصب نهر يقع في وادي عميق، مع سكاغواي ألاسكا في نهايته الشمالية وبقية قناة لين في نهايتها الجنوبية.

## التاريخ
حصل مدخل تايا على اسمه في عام 1868. وقد اشتق تايا من مصطلح التلينغيت تايا، وهو ما يعني تحت. كان يُطلق عليه أيضًا اسم مدخل النهار ومدخل ديجاه لكن الاسمين الأخيرين لم يحظيا بالقبول. كان مدخل تايا ممرًا مائيًا مهمًا خلال حمى ذهب كلوندايك حيث كان يوفر المرور إلى ميناء المياه العميقة سكاغواي، ومن خلال قارب أصغر (بسبب الرواسب من نهر تايا)، إلى مدينة دياء التي أصبحت الآن مدينة أشباح.

## الحالة الحالية
يُستخدم مدخل تايا حاليًا للنقل البحري (مثل طريق ألاسكا البحري السريع) والترفيه مثل صيد الأسماك. يكرس مجلس مدخل تايا مستجمعات المياه أيضًا جهوده للحفاظ عليه.